# Mpox
Mpox (['ɛmpɔks]), deutsch früher Affenpocken, ist eine durch das Orthopoxvirus monkeypox (MPXV; früher Affenpockenvirus) verursachte Infektionskrankheit. Natürliche Wirte dieses Virus sind verschiedene Nagetiere. Fehlwirte sind Affen und Menschen. Die pockenähnliche, interhuman übertragbare Erkrankung verläuft beim Menschen in der Regel deutlich milder als die Pocken. Bei Risikogruppen, zu denen Kinder zählen, können schwerere Krankheitsverläufe auftreten. Eine Schutzimpfung reduziert das Risiko eines Krankheitsausbruchs oder mildert den Krankheitsverlauf.
Die Weltgesundheitsorganisation (WHO) rief im August 2024 aufgrund der Ausbreitung einer neuen Virusvariante eine gesundheitliche Notlage internationaler Tragweite aus.

## Bezeichnungen

### Krankheit
Der Name Mpox leitet sich von englisch monkeypox ‚Affenpocken‘ ab, dem der Erkrankung 1970 gegebenen Namen. Im November 2022 empfahl die Weltgesundheitsorganisation die Umbenennung in Mpox, basierend auf den 2015 veröffentlichten Best Practices zur Benennung neuer menschlicher Infektionserkrankungen. Sie begründete dies damit, dass der WHO stigmatisierende und rassistische Äußerungen im Zusammenhang mit der Bezeichnung Affenpocken gemeldet worden seien. Die WHO sei wiederholt von einzelnen Personen wie auch von mehreren Ländern gebeten worden, den Namen zu ändern. Die WHO empfahl eine Übergangszeit von einem Jahr, in der die nun zu bevorzugende Bezeichnung Mpox und die bisherige Bezeichnung Affenpocken noch nebeneinander in Gebrauch sein sollten. Das Robert Koch-Institut schloss sich dieser Empfehlung an.
Im medizinischen Standardwörterbuch Pschyrembel taucht das Stichwort „Affenpockenvirus“ erstmals in der 259. Auflage von 2002 auf und findet sich auch noch in der 269. Auflage von 2023.

### Virus
Das zuständige International Committee on Taxonomy of Viruses benannte die Virus-Art 2023 von Monkeypox virus zu Orthopoxvirus monkeypox um. Die Umbenennung basierte auf einer aktualisierten Nomenklatur und betraf alle Poxviridae, sie begründete sich nicht aus der WHO-Entscheidung. Daneben ist aber der Name Monkeypox virus weiterhin in Gebrauch.

### Virusvarianten
Die Varianten (Kladen) des Virus waren bereits im August 2022 umbenannt worden. Für die bisherige Kongobecken- oder zentralafrikanische Klade ist seitdem die Bezeichnung Klade I vorgesehen und für die bisherige westafrikanische Klade die Bezeichnung Klade II. Laut der WHO entspricht die Umbenennung der mittlerweile gängigen Praxis, neu entdeckte Viren sowie Virusvarianten und die durch sie verursachten Krankheiten so zu benennen, dass „kulturelle, soziale, nationale, regionale, berufliche oder ethnische Gruppen“ nicht beleidigt werden und „negative Auswirkungen auf Handel, Reisen, Tourismus und das Tierwohl“ minimiert werden.
Im April 2024 wurde die Klade I nach der Entdeckung einer neuen Variante in die Untergruppen Ia und Ib aufgeteilt. Klade II ist in ähnlicher Weise in die Untergruppen IIa und IIb unterteilt. Die Aufteilung in Untergruppen wurde aufgrund der besonderen geografischen Lage und der phylogenetischen Divergenz beschlossen.

## Erreger und Vorkommen

Schemazeichnung eines Virions der Familie Poxviridae

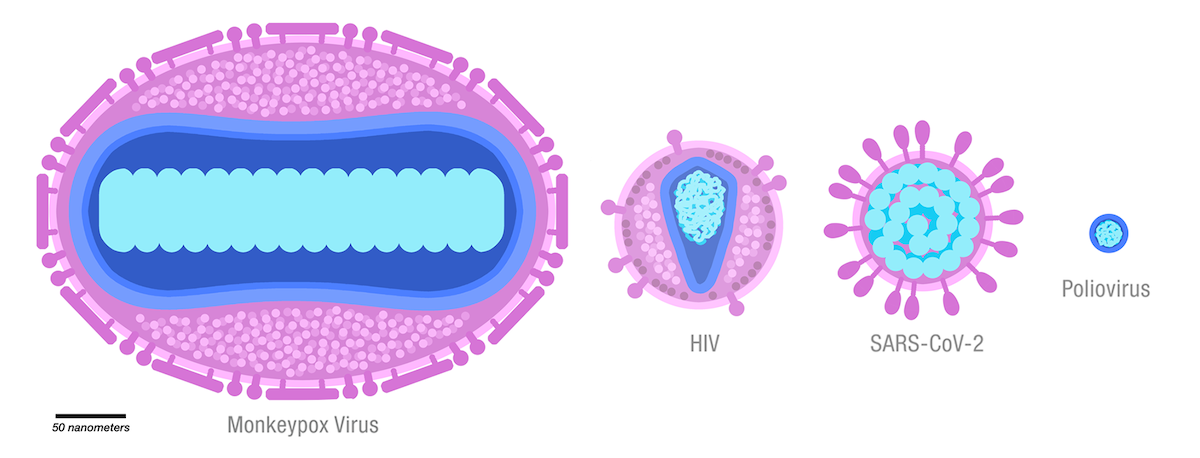
Struktur und Ausmaß des Affenpockenvirus

Der Erreger der Affenpocken, das Orthopoxvirus monkeypox, ist ein Virus aus der Gattung Orthopoxvirus in der Unterfamilie Chordopoxvirinae der Pockenviren mit den bislang bekannten Varianten Klade Ia und Ib und Klade IIa sowie Klade IIb. Wie alle Pockenviren zählt das Affenpockenvirus zu den DNA-Viren, die DNA liegt als Doppelstrang mit einer Länge von 197 kb vor. Das Virion hat eine ei- oder backsteinförmige Gestalt mit einer Größe von 200 bis 250 nm.
Eine infizierte Zelle stellt MPXV im Cytoplasma her, das Genom enthält hierfür alle nötigen Enzyme zur DNA-Replikation, Transkription, Zusammenbau des Virions und für die Freisetzung aus der Zelle. Die hierfür nötigen Gene sind hochkonserviert, während die Gene für die Virus-Wirt-Interaktion weniger stark konserviert sind. Das Virus kann einzelne Gene vervielfachen, um die Immunmechanismen zu drosseln, und zeigt Anzeichen einer Anpassung an Menschen.
Die von den Viren verursachte Erkrankung wurde erstmals 1958 bei Laboraffen (Javaneraffen) mit pockenähnlichen Symptomen beobachtet, daher bezeichnete man sie als „Affenpocken“. Der dänische Virologe Preben von Magnus isolierte im selben Jahr das Virus. 1965 führte ein Ausbruch im Rotterdamer Zoo zu einer Dezimierung der dortigen Affenbestände. Das Virus konnte Jahrzehnte später in einem Bonner Museumspräparat eines Orang-Utans nachgewiesen werden. Seit der Ausrottung der Echten Pocken (Variola major) in den 1970er Jahren beobachtet man in West- und Zentralafrika sporadische Epidemien dieser Zoonose.
Eine Übertragung von Mensch zu Mensch ist ebenfalls möglich.

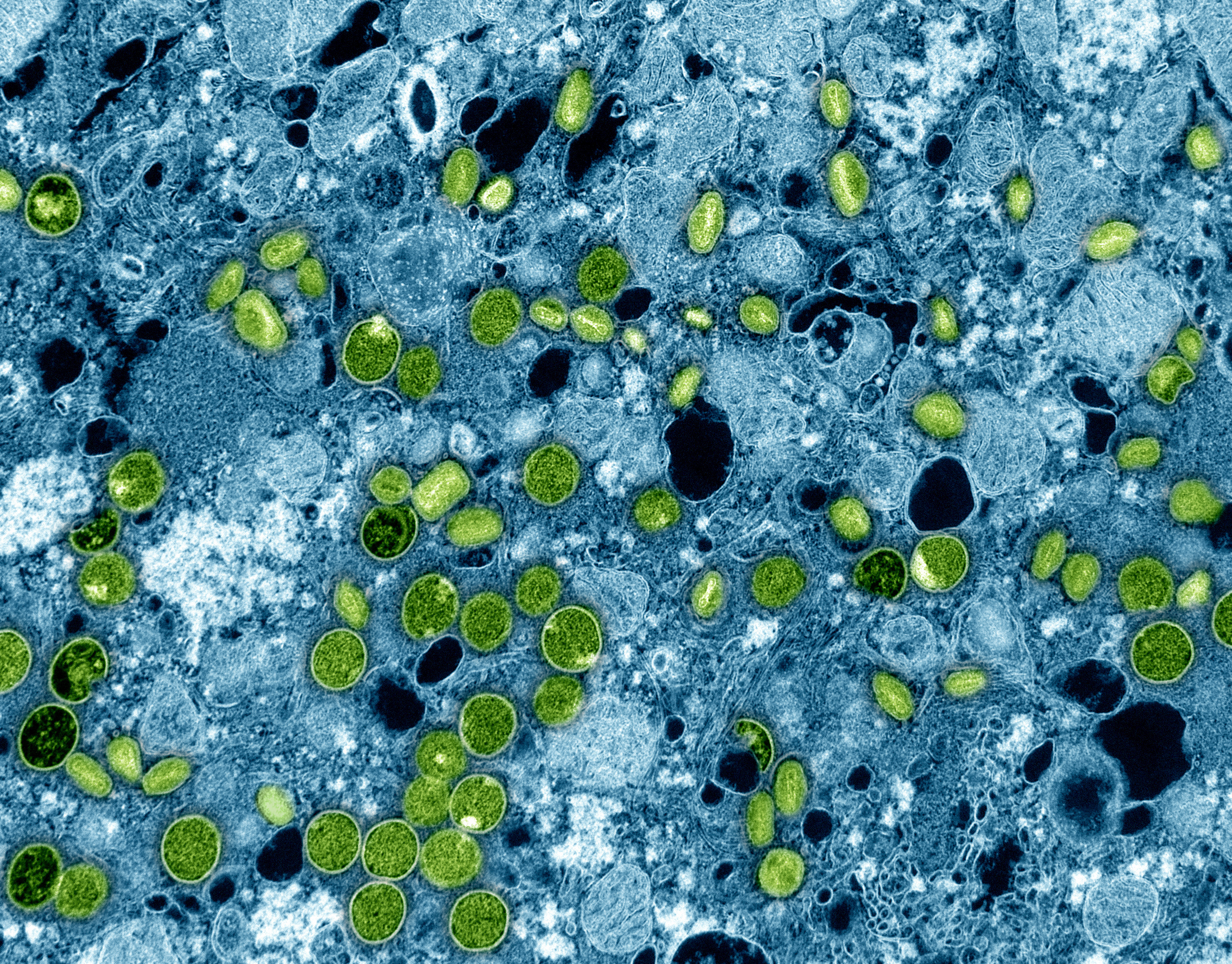
Kolorierte TEM-Aufnahme von Mpox-Viruspartikeln (grün), die in infizierten VERO E6-Zellen (blau) gefunden wurden. Die Viruspartikel befinden sich in unterschiedlichen Reifestadien, was zu unterschiedlichen Formen führt
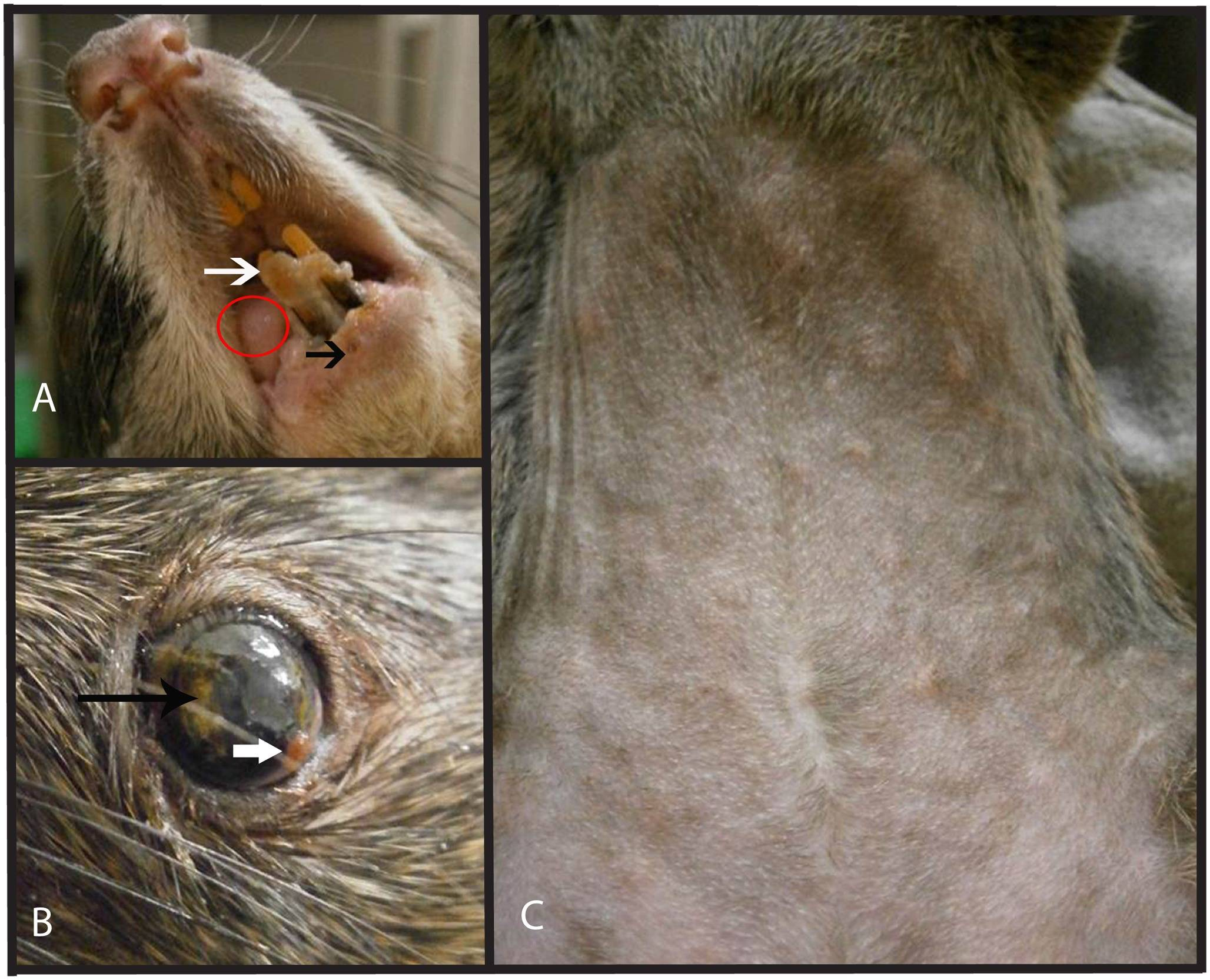
Affenpocken bei einer Gambia-Riesenhamsterratte (Cricetomys gambianus); beim Bildausschnitt A sind Läsionen der Zunge und des Zahnfleisches sichtbar, bei Ausschnitt B Augenschäden und bei Ausschnitt C Blasen am Bauch mit Gewichtsverlust

Humanpathogene Viren kommen vor allem in tropischen Regenwaldgebieten Zentralafrikas und Westafrikas vor, man unterscheidet zwischen zwei genetisch unterschiedlichen Kladen: Klade I (ursprünglich Kongobecken- oder Zentralafrika-Klade genannt) und Klade II (ursprünglich Westafrika-Klade genannt). Virenvarianten aus der Klade I sind virulenter: Die Fatalitätsrate beträgt dort etwa 10,6 %, bei Viren der Klade II etwa 3,6 %.
Affen sind Fehlwirte des Virus. Das natürliche Erregerreservoir bilden Nagetiere in West- und Zentralafrika. Als primäre Wirte der Orthopoxviren (Gattung) in Afrika wurden Riesenhamsterratten, Rotschenkelhörnchen, Sonnenhörnchen und Afrikanische Bilche identifiziert. Einige Ausbrüche gab es auch in Gefangenschaftshaltungen von Rhesusaffen und Javaneraffen.
Die Infektion des Menschen wird durch Bisse dieser Tiere oder von Affen ausgelöst, durch Kontakt mit Sekreten, als Tröpfcheninfektion oder Verzehr von Affenfleisch (Buschfleisch) – die Ansteckungsgefahr ist allerdings nur gering. Kleine Säugetiere können das Virus ohne Merkmale, die in Zusammenhang mit der Krankheit auftreten in sich tragen.
Die Erkrankung kommt vor allem in Afrika vor. Dort ist nach Schätzungen seit Beendigung der Pockenschutzimpfung 1980 die Anzahl der Erkrankungen um das Zwanzigfache gestiegen. In den frühen Jahren von 1970 bis 1989 waren vor allem Kinder im Alter von 4 bis 5 Jahren betroffen. Das Durchschnittsalter der Erkrankten stieg auf 10 Jahre in den Jahren 2000 bis 2009 und weiter auf 21 Jahre in den Jahren 2010 bis 2019.

## Infektionen bei Menschen

### Übertragungswege

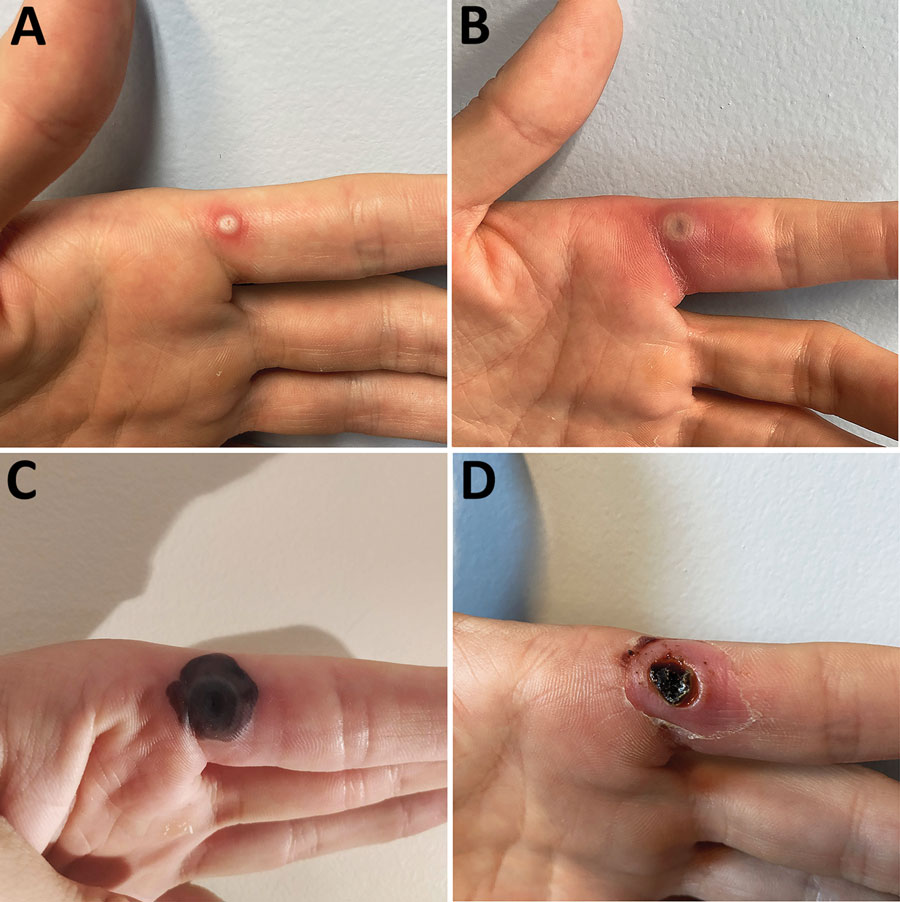
Fortschreiten der nekrotischen Mpox-Läsion nach einer Nadelstichverletzung

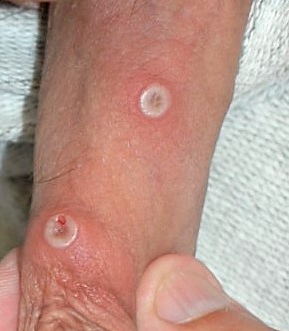
Mpox-Läsionen am Penis

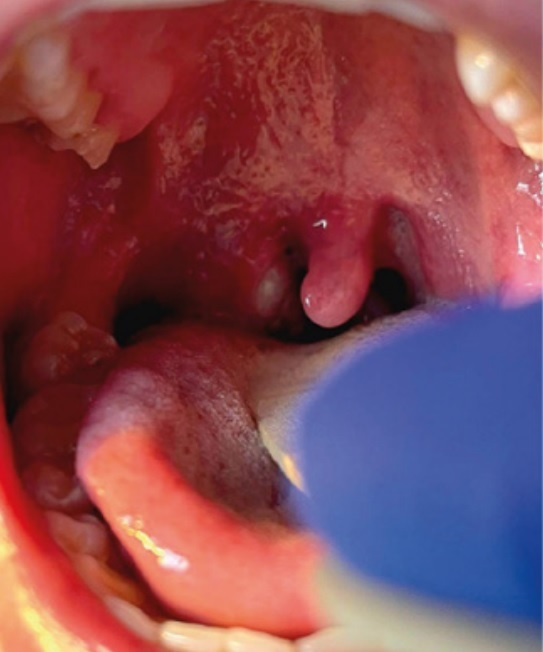
Vergrößerte rechte Mandel mit darüberliegender pustulöser Läsion während des Ausbruchs im Jahr 2022

Die Übertragung vom Tier auf den Menschen kann durch Kontakt mit Hautveränderungen, Körpersekreten oder durch den Umgang mit Fleisch infizierter Tiere geschehen. Die Übertragung von Mensch zu Mensch kann durch Körpersekrete erfolgen, unter anderem auch durch beim Atmen und Sprechen ausgestoßene Partikel, Kontakt mit Hautveränderungen oder auch Gegenständen, welche mit dem Virus kontaminiert sind. Die Übertragung durch Tröpfcheninfektion erfolgt typischerweise bei längerem, engen Kontakt etwa im Rahmen sexueller Handlungen.
Die CDC beschreibt die häufigste Art, sich mit Affenpocken zu infizieren und diese zu verbreiten, wie folgt: bei Berührung einer infizierten Person, die Hautausschläge, Schorf, Körperflüssigkeiten oder Läsionen auf der Haut hat.
Patienten sind während der Inkubationszeit nicht infektiös. Besonders ansteckend sind diese im Stadium der Hautveränderungen, deren Sekrete hohe Mengen des Affenpockenvirus aufweisen. Übertragungen durch beschwerdefreie Personen sind nicht beschrieben. Das RKI weist darauf hin, dass Ansteckungen auch durch Patienten im Stadium der unspezifischen Allgemeinsymptome vor Auftreten der Hautveränderungen möglich sind. Hierbei ist ein engerer Gesichtskontakt notwendig, um eine Ansteckung über Tröpfchen von Atemwegssekreten zu verursachen.
Das Virus ist im Vergleich zu anderen behüllten Viren gegenüber Austrocknung, hohen Temperaturen oder Schwankungen des pH-Werts sehr widerstandsfähig. Vermehrungsfähiges Virus wurde bis zu fünfzehn Tage nach der Kontamination auf Oberflächen nachgewiesen.
Für die Direktübertragung von Mensch zu Mensch ist ein enger Kontakt Voraussetzung. Darüber hinaus kann eine Übertragung bei Kontakt mit Körperflüssigkeiten oder Schorf der Affenpocken-Infizierten stattfinden sowie im Rahmen sexueller Handlungen.

### Klinisches Bild
Die Inkubationszeit beträgt 1 bis 21 Tage. 5 % der Patienten haben aber auch längere Inkubationszeiten von bis zu 4 Wochen.
Die Beschwerden beginnen häufig durch Auftreten von Fieber, Schüttelfrost, Müdigkeit sowie Schmerzen im Kopf-, Muskel- und Gelenkschmerzen. Danach folgt ein Hautausschlag, bei der sich Flecken, Papeln, Bläschen und Pusteln beobachten lassen, die häufig gleichzeitig auftreten können. Der Ausschlag kann auf der gesamten Haut auftreten. Am stärksten und häufigsten zeigt er sich aber an der Infektionspforte. Es zeigen sich auch Hautveränderungen an den Schleimhäuten. Auch Krankheitsverläufe mit nur einer einzelnen Hautveränderung sind möglich. Bei rund der Hälfte der Patienten zeigt sich eine schmerzhafte Schwellung der Lymphknoten. In seltenen Fällen zeigen sich auch Schluckbeschwerden und eine Entzündung des Kehlkopfs oder der Mandeln. Ein Befall der Hornhaut mit nachfolgender Erblindung ist auch möglich. Die grippalen Beschwerden können auch erst nach dem Hautausschlag oder gar nicht auftreten.
Es gibt nur wenige Daten über den Verlauf bei immungeschwächten Patienten.
Während des Ausbruchs 2022 zeigte sich bei rund 50 % der Patienten die Allgemeinsymptome wie Fieber und Lymphknotenschwellung erst nach dem Hautausschlag.
Die Hautveränderungen können ähnlich wie andere Erkrankungen erscheinen. Das Exanthem kann Ähnlichkeiten mit Windpocken besitzen. Auch können die Hautveränderungen mit Geschlechtskrankheiten wie Herpes, einer fortgeschrittenen Syphilis oder Ulcus molle verwechselt werden.
Rund 1–6 % der Patienten macht eine Infektion ohne fassbare Symptome durch. Inwieweit diese zur Weiterverbreitung des Virus beitragen, ist unklar.

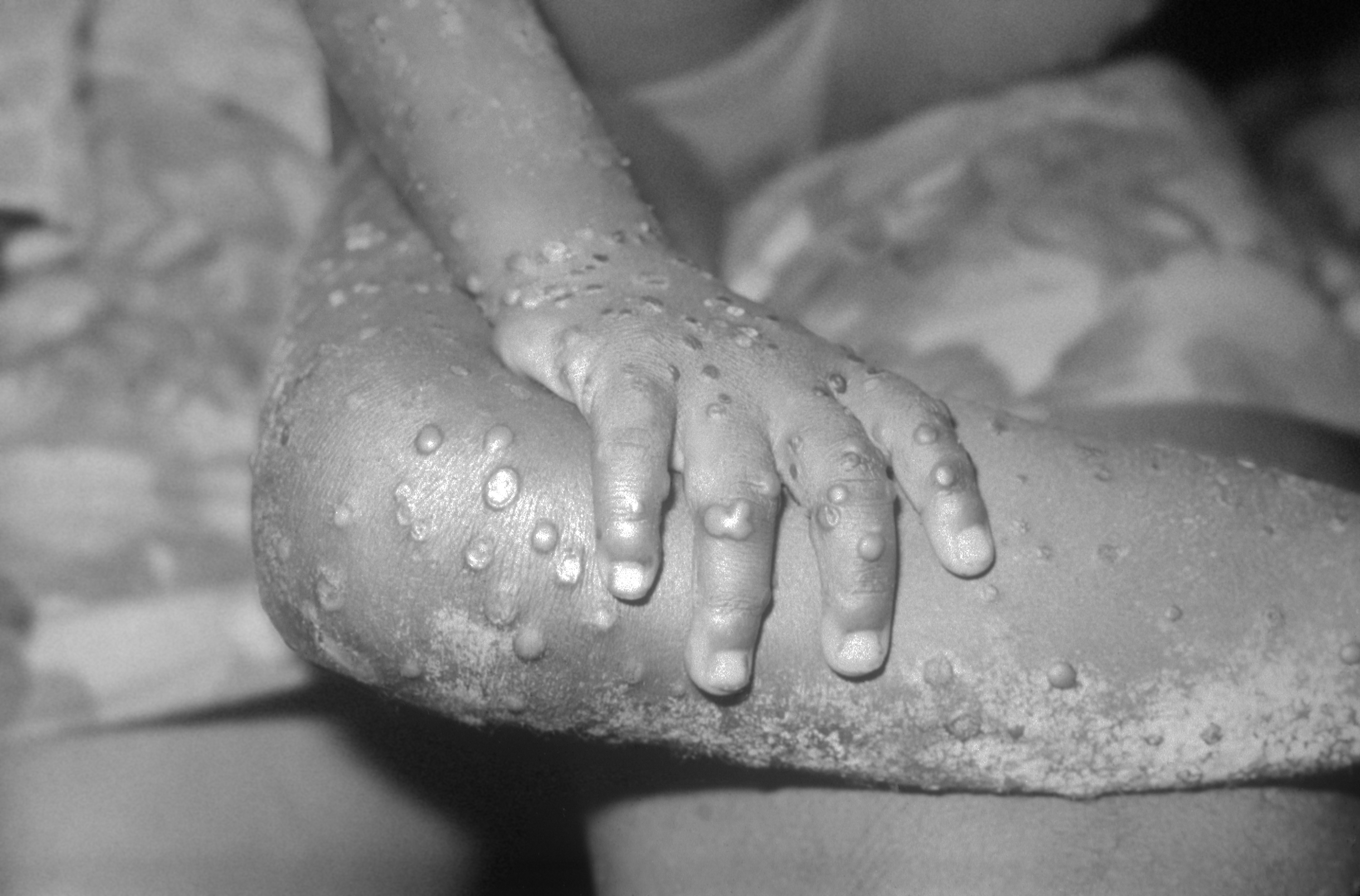
Vier Jahre altes Mädchen mit Affenpocken
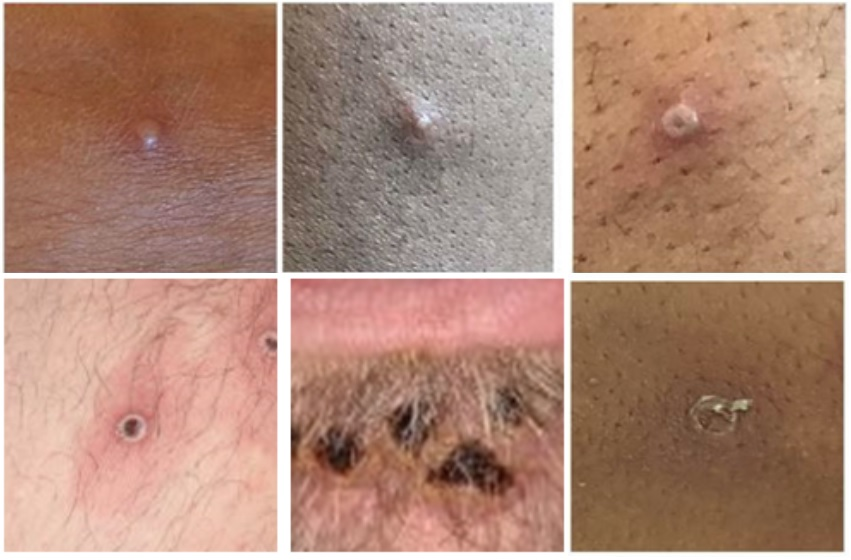
Hautläsionen bei verschiedenen Affenpocken-Patienten

### Prophylaxe

#### Hygienemaßnahmen
Zur Verhütung der Übertragung trägt die Vermeidung enger Kontakte zu potenziell infizierten Tieren (verschiedene Nagetiere, Affen) in Endemiegebieten bei. Beim Umgang mit Erkrankten sind Hygienemaßnahmen, unter anderem Händedesinfektion, Schutzhandschuhe, Schutzbrille, Atemschutzmaske, zu gewährleisten. Das RKI hat für die Behandlung und Pflege von infizierten Patientinnen und Patienten einen entsprechende Empfehlungen veröffentlicht, die u. a. Informationen zur Basishygiene, Entsorgung sowie generell zur ambulanten Versorgung zusammengefasst. Kontaminierte Verbände sowie andere für die Behandlung und Pflege benötigte Materialien müssen Kliniken und andere medizinische Einrichtungen separat sammeln und entsorgen, um Mensch und Umwelt nicht zu gefährden.
Die Abdeckung der Hautveränderungen mindert das Ansteckungsrisiko für Kontaktpersonen. Erkrankte mit schweren und nicht abdeckbaren Hautveränderungen und Erkrankte mit Symptomen einer Atemwegserkrankung sollten sich nach Möglichkeit in einem separaten Raum aufhalten. Nach Möglichkeit sollte eine Maske getragen werden. Erkrankte sollten auch den Umgang mit als Haustieren gehaltenen Säugetieren meiden. Mit den Erkrankten sollte kein Geschirr geteilt werden und dieses sollte separat abgespült werden. Kontaminierte Wäsche kann mit warmem Wasser in einer handelsüblichen Waschmaschine gereinigt werden. Aufschütteln kontaminierter Wäsche sollte vermieden werden, da es infektiöse Partikel verbreiten kann.
Aufgrund des Nachweises von vermehrungsfähigem Affenpockenvirus aus Samenflüssigkeit erkrankter Patienten empfiehlt das RKI für genesene Personen die Benutzung von Kondomen beim Sexualverkehr für acht Wochen nach der Genesung.

#### Impfung
Eine Schutzimpfung gegen Affenpocken ist verfügbar und seit Juli 2022 in der EU zugelassen. Es handelt sich hierbei um einen Lebendimpfstoff mit dem abgeschwächten Modified-Vaccinia-Ankara-Virus, der durch Bavarian Nordic vertrieben wird (MVA-BN, Handelsname Imvanex) und ursprünglich als Pockenimpfstoff entwickelt wurde. MVA-BN wird subkutan in einem Zweidosis-Regime injiziert, wobei die zweite Impfung mindestens vier Wochen nach der ersten gegeben wird. Bei Personen, die in der Vergangenheit gegen Pocken geimpft wurden, reicht eine 1-malige Impfung mit Imvanex zum Schutz vor Mpox aus.
Aufgrund von Kreuzreaktivität der Antikörper, die nach einer Pockenimpfung gebildet wurden, schützt diese auch vor Affenpocken. Laut Aussage der WHO ist durch mehrere Studien erwiesen, dass eine Impfung gegen Pocken in 85 % den Ausbruch der Affenpocken verhindert. Bei den Patienten mit Impfdurchbruch ist mit einem leichteren Verlauf zu rechnen.
Die WHO empfiehlt ferner die Pockenimpfstoffe ACAM2000, ein Lebendimpfstoff, und Lister Clone 16 (LC16) für den Einsatz gegen Affenpocken. Beide werden einmalig mit einer Bifurkationsnadel verimpft.

### Postexpositionsprophylaxe
Im Vereinigten Königreich bot man im Mai 2022 betroffenen Mitarbeitern im Gesundheitswesen als Postexpositionsprophylaxe den aktuell zugelassenen Pockenimpfstoff (nicht-vermehrungsfähiger Vaccinia-Virenstamm) an, denn bei Gabe innerhalb von 4 Tagen nach der Exposition kann der Impfstoff noch die Häufigkeit des Krankheitsausbruchs verringern und bei Gabe im Zeitraum 4 bis 14 Tagen nach Exposition zumindest noch die Krankheitsschwere vermindern.

### Therapie
Es gibt keine spezifische Mpox-Behandlung, die Therapie erfolgt vorrangig symptomatisch. Neben der medikamentösen Schmerzlinderung sollen vor allem für Affenpocken typische offene Wunden mithilfe von Zink-Schüttelmixturen behandelt werden. Ziel ist die Verhinderung von Superinfektionen mit schwerwiegenden Folgen für die Patienten. Eine Impfung mit dem EU-zugelassenen MVA-Impfstoffen Imvanex, Jynneos oder Imvamune empfiehlt das RKI (Stand 19. Februar 2025) aktuell ausschließlich für volljährige Personen mit einem erhöhten Expositions- und Infektionsrisiko oder als Postexpositionsprophylaxe (PEP) bis 14 Tage nach Mpox-Exposition.

### Heilungsaussicht
Bei den meisten Patienten verläuft die Erkrankung gutartig, und die Krankheitserscheinungen bilden sich binnen weniger Wochen von selbst zurück. Risikogruppen für einen schweren Verlauf sind Schwangere, Neugeborene, Kinder, alte Menschen und Personen mit einer bereits vor der Infektion bestehenden Schwäche des Immunsystems.
Bei den bisher beobachteten Ausbrüchen in Zentral- und Westafrika verstarben zwischen drei und sechs Prozent der bekanntgewordenen Erkrankten. Aufgrund einer anzunehmenden Untererfassung Erkrankter dürfte die tatsächliche Letalität geringer sein. Die Fallsterblichkeit der Klade II scheint deutlich geringer zu sein als die der Klade I.
Als Komplikationen der Erkrankung können Entzündungen des Gehirns (Enzephalitis) und Lungenentzündungen auftreten. Am Auge kann die Erkrankung eine Hornhaut- oder Bindehautentzündung verursachen. Bei gestörter Hautbarriere kann es zu bakteriellen Superinfektionen der Hautveränderungen kommen. Als schwere Krankheitsfolgen können Narbenbildung oder bleibende Hornhautschäden bis hin zum Sehverlust auftreten.

### Gesetzliche Regelungen
In Deutschland besteht für Affenpocken Anzeigepflicht nach dem Tiergesundheitsgesetz (TierGesG). Gemäß § 6 Absatz 1 Nummer 1 Buchstabe u Infektionsschutzgesetz (IfSG) sind bei Menschen Krankheitsverdacht, Erkrankung oder Tod von durch Orthopockenviren verursachte[n] Krankheiten meldepflichtig. Darüber hinaus besteht gemäß § 7 Absatz 1 Nummer 36a IfSG eine Labor-Meldepflicht in Bezug auf den direkten oder indirekten Nachweis von Orthopockenviren, soweit die Nachweise auf eine akute Infektion hinweisen.
Nach dem Recht Österreichs sind gemäß § 1 der Verordnung betreffend anzeigepflichtige übertragbare Krankheiten 2020 beim Menschen Verdachtsfall, Erkrankungsfall und Todesfall hinsichtlich Mpox (Affenpocken) anzeigepflichtig. Nach dem Tiergesundheitsgesetz 2024 (TGG 2024) sind Affenpocken ebenfalls meldepflichtig.
Auch in der Schweiz gehören die Affenpocken zu den meldepflichtigen Infektionskrankheiten beim Menschen. Es besteht bei positivem laboranalytischen Befund Meldepflicht und zwar nach dem Epidemiengesetz (EpG) in Verbindung mit der Epidemienverordnung und Anhang 1 Nummer 35a der Verordnung des EDI über die Meldung von Beobachtungen übertragbarer Krankheiten des Menschen.

## Affenpocken-Ausbrüche beim Menschen
1970 wurde der erste menschliche Fall im Kongo bei einem neun Monate alten Kleinkind beschrieben. Seit der Entdeckung wurden die meisten Fälle in der Demokratischen Republik Kongo gemeldet (95 % der weltweiten Fälle bis 1986). Es gab auch immer wieder sporadische Fallberichte aus West- und Zentralafrika. Bis 2022 waren der Weltgesundheitsorganisation (WHO) Fälle aus 11 afrikanischen Staaten bekannt (Benin, Kamerun, der Zentralafrikanischen Republik, der Demokratischen Republik Kongo, Gabun, der Elfenbeinküste, Liberia, Nigeria, der Republik Kongo, Sierra Leone und dem Südsudan). Virusvarianten der Klade I verursachten im Allgemeinen einen schwereren Krankheitsverlauf als die der Klade II. Auch außerhalb Afrikas traten Fälle auf. Dabei handelte es sich anfänglich ausschließlich um importierte Fälle. Die meisten Erkrankten gab es in der Demokratischen Republik Kongo, wo Affenpocken endemisch auftreten.
2003 wurde der erste nicht direkt importierte Fall von Affenpocken außerhalb Afrikas in den USA bekannt. Weitere, durch Reisende aus Nigeria eingeschleppte Fälle gab es im September 2018 in Israel, im September 2018 sowie 2019 und 2021 im Vereinigten Königreich, im Mai 2019 in Singapur und im Juli und November 2021 in den Vereinigten Staaten.

### Ausbruch in der Demokratischen Republik Kongo von 1996 bis 1997

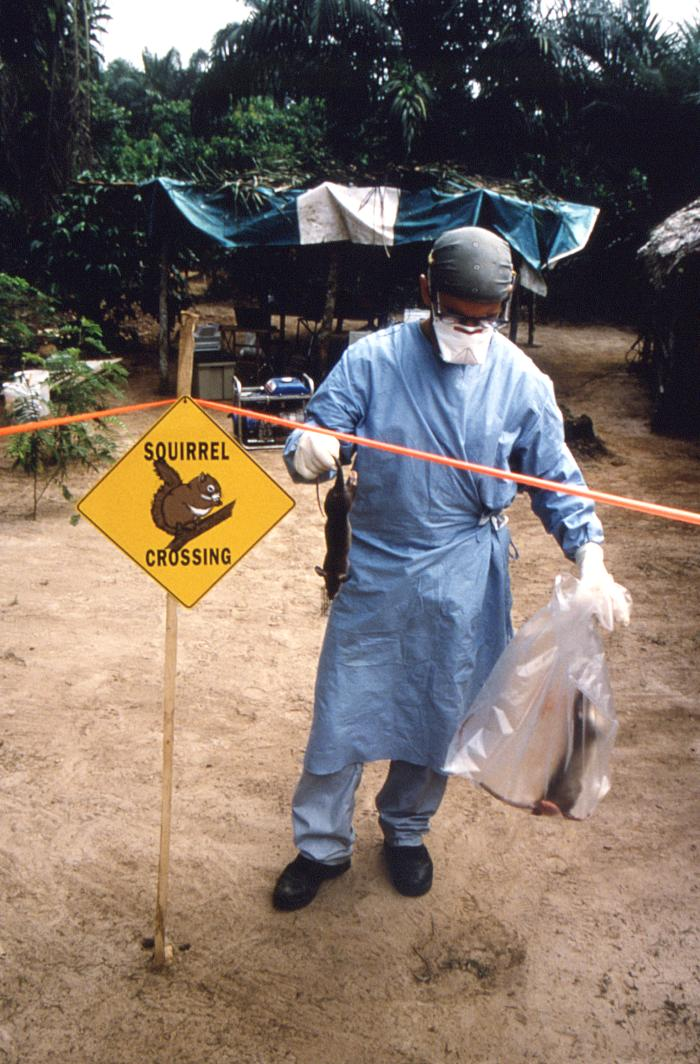
Epidemiologische Untersuchung in der Demokratischen Republik Kongo im Jahr 1997, bei der drei von 19 Emin-Riesenhamsterratten, die auf das Virus getestet wurden, positiv waren.

Das Mpox-Virus breitete sich im Jahr 1996 und 1997 in der Demokratischen Republik Kongo zum ersten Mal in Form einer Epidemie aus. Im Jahr 1996 gab es 71 Verdachtsfälle aus dem Gebiet Katako-Kombe und der Provinz Kasaï-Oriental, zwei Fälle konnten bestätigt werden. Es wurden in 12 Dörfern (Gesamtbevölkerung 4.057) dieser Gebiete 88 Fälle von fiebrigem Pustelausschlag festgestellt, wobei sieben aktive Fälle (bis zur Abschuppung des Ausschlags) durch Virusisolierung bestätigt werden konnten. Der Verzehr von Wildtieren war bei den Patienten üblich (Afrikanischer Quastenstachler). Die Studie wurde aufgrund ziviler Unruhen in der Region unterbrochen.

#### Zwischen Januar 2001 und Dezember 2004
Zwischen Januar 2001 und Dezember 2004 wurden aus der Demokratischen Republik Kongo 2.734 Fälle von vermuteter Mpox beim Menschen gemeldet. Der Bürgerkrieg schränkte die Überwachung jedoch ein. Unter 136 Patienten hatten 51 eine laborbestätigte Mpox-Infektion und 61 Windpocken sowie eine Person eine Doppelinfektion.

### Fälle in den Vereinigten Staaten 2003

Die Region des Mittleren Westens, wo dieser Ausbruch auftrat

2003 gab es über 70 Fälle von Affenpocken in den Vereinigten Staaten, die überwiegend nach direktem oder indirektem Kontakt mit Präriehunden auftraten, allerdings ohne Todesfälle abliefen. Das Virus wurde von einem Importeur für exotische Tiere aus Texas mit dem Transport hunderter Kleinsäuger aus Ghana eingeschleppt, darunter auch Gambia-Riesenhamsterratten, die nach Illinois gebracht wurden. Präriehunde hatten sich bei den Tieren aus Ghana infiziert und wiederum Menschen infiziert. Das Virus zählte zu der Klade II.

### Fälle im Sudan und Äthiopien 2022
Im Jahr 2022 wurde in Flüchtlingslagern im Sudan (Südsudan) ein Ausbruch von Mpox gemeldet. Ein zoonotischer Ursprung wurde nicht gefunden. Der erste Fall im Land wurde im August registriert, und im September wurden in Khartum sechs weitere Fälle entdeckt. Im Oktober wurden in äthiopischen Flüchtlingslagern mehr als 100 mutmaßliche Fälle gemeldet. Die WHO bestätigte vom 1. Januar bis 16. Oktober 2022 18 Fälle und einen Todesfall aufgrund der Infektion. Es wird vermutet, dass das Leben in ländlichen und in tropischen Breitengraden sowie Waldgebieten und fehlende Impfungen die Hauptgründe für die Ausbreitung der Infektion im Sudan sind.

### Ausbruch in Nigeria seit 2017
In Nigeria werden seit 2017 vermehrt Infektionen mit dem Affenpockenvirus der Klade II nachgewiesen. Das Mpox-Virus sprang in Nigeria wahrscheinlich im Jahr 2014 von Wildtieren auf Menschen in den Bundesstaaten Abia oder Rivers über. Die ersten bestätigten Mpox-Fälle traten im Bundesstaat Bayelsa auf. Es folgte eine anfänglich langsame Verschleppung des Virus (bis 2017) in andere Teile Nigerias, was auch die 15-Millionen-Einwohner-Stadt Lagos und die Hauptstadt Abuja betrifft. Es tauchten immer mehr Fallcluster auf, darunter einer in einem Gefängnis. Der Ausbruch betraf hauptsächlich junge Männer. Die sexuelle Übertragbarkeit ist ein Faktor, der die Ausbreitung begünstigte, sowie die im Süden des Landes verbreitete Öl- und Gasindustrie mit aus verschiedenen Teilen des Landes beschäftigten Arbeitern, die das Virus weiter verbreiteten. Ein weiterer Faktor war die dort verbreitete Prostitution. In den Jahren danach sank die Zahl der Verdachtsfälle, was auch mit den damaligen COVID-19-Beschränkungen im Land in Zusammenhang stehen könnte. Bei einer Studie aus dem Jahr 2023 konnten in Südnigeria fünf Tiere aus drei Arten (Nagetiere), die Antikörper und DNA von Orthopockenviren aufwiesen nachgewiesen werden, wobei das Vorhandensein des Mpox-Virus selbst nicht bestätigt werden konnte. Bisher wurden etwa 500 Verdachtsfälle und 200 bestätigte Fälle bekannt. Der Fall-Verstorbenen-Anteil lag bei etwa 3 Prozent. Der Ausbruch hält bis heute (2022) an.

### Ausbruch 2022

Karte der globalen Verbreitung des Affenpockenvirus, November 2022
Klade I (zentralafrikanische Klade), endemisch
Klade II (westafrikanische Klade), endemisch
Beide Kladen
Klade II (westafrikanische Klade), Ausbruch 2022
Verdachtsfälle

Verlauf der Summe der weltweit gemeldeten Fälle 2022 (alle Varianten) – ohne Fälle der bisherigen Endemiegebiete

Im Mai 2022 kam es zu einem größeren Ausbruch von Affenpocken außerhalb der Endemiegebiete in Afrika: Es wurden Fälle (hauptsächlich in städtischen Gegenden) im Vereinigten Königreich, in Spanien und Portugal, in den Vereinigten Staaten, Kanada, Belgien, Schweden, Deutschland, Österreich, und der Schweiz dokumentiert. Bemerkenswert an diesen Fällen war, dass es sich bei den Erkrankten um Personen handelte, die zuvor nicht in Endemiegebiete gereist waren und dass offenbar sexuelle Kontakte bei der Ansteckung eine Rolle spielten. Anders als in Afrika, wo es oft zu lokalen Ausbrüchen kommt, traten die Fälle im Mai 2022 in kleinen Ausbruchsherden an verschiedenen Orten auf. Immer mehr Staaten meldeten in der Folge Infektionen.
Ausbruchsuntersuchungen in Madrid und Berlin an den ersten gemeldeten Patienten im Mai 2022 konnten eine Gay-Pride-Veranstaltung auf Gran Canaria als Ausbreitungsort identifizieren.
Bis Ende Juli 2024 wurden der WHO weltweit etwa 89.000 Fälle berichtet, zu mehr als 96 % (rund 86.000) waren Männer betroffen. Bei ca. 34.000 dieser Männer war das Sexualverhalten bekannt, von ihnen hatten 85,5 % (rund 29.000) Sex mit Männern. Nach bisherigen Untersuchungen handelt es sich dabei auch ausschließlich um die Klade II des Virus. Beim Affenpockenvirus wird ähnlich wie beim (Menschen-)Pockenvirus eine Rate von 1 bis 2 Mutationen pro Jahr angenommen; das Genom des Virus des Ausbruchs von 2022 unterscheide sich nach bisherigen Untersuchungen (Stand Ende Mai 2022) vom Genom des Ausbruchs von 2017 in Singapur, Israel, Nigeria und dem Vereinigten Königreich an 47 Stellen, was – wenn es von diesem abstammt – also eine deutlich höhere Rate wäre. Als möglicher Verstärker der Ausbreitung des Virus könnte die Beseitigung von Waldflächen in Endemiegebieten fungieren.
In Deutschland waren mit Stand vom 20. Dezember 2022 3676 Affenpockenfälle beim Robert-Koch-Institut (RKI) registriert, die übermittelten Fälle sind weiterhin rückläufig. Eine Gefährdung für die Gesundheit der breiten Bevölkerung stuft das RKI als gering ein.
In der Schweiz wurde der erste Fall am 19. Mai 2022 und bis zum 20. Dezember 2022 551 Fälle registriert. Ab dem 20. Juli wurde in der Schweiz die Meldepflicht eingeführt. Das Bundesamt für Gesundheit geht für die Gesamtbevölkerung von einem geringen Risiko aus.

#### Warnung vor Eintrag in Wildtiere
Ende Mai 2022 erhöhte die WHO die Risikobewertung auf die Stufe „moderat“ und erklärte, dass das Virus vermutlich bereits seit Wochen unerkannt zirkuliere. Die britische Gruppe Human Animal Infections and Risk Surveillance (HAIRS) warnte davor, dass das Virus zu heimischen Wildtieren gelangen und dort endemisch werden könne. Das ECDC forderte von Infizierten, sich in Isolation zu begeben, bis der Hautausschlag komplett verheilt sei, den Kontakt mit immunsupprimierten Menschen und mit Haustieren sowie sexuelle Aktivitäten und engen Hautkontakt zu vermeiden.

#### Reaktion der Weltgesundheitsorganisation
Anlässlich des Ausbruchs von 2022 befasste sich ein Gremium der Weltgesundheitsorganisation ab dem 20. Mai des Jahres mit Leitlinien bezüglich der Ausbreitung des Affenpockenvirus. Die WHO entschloss sich nach Beratungen des Notfallausschusses Ende Juni 2022, diese vorerst nicht als Gesundheitliche Notlage internationaler Tragweite einzustufen. Nach weiteren Fällen hat die WHO am 23. Juli den Ausbruch offiziell zu einer solchen erklärt, um „die Regierungen der Mitgliedsländer dazu bewegen, Maßnahmen zu ergreifen, um den Ausbruch einzudämmen.“ Durch die deutlich rückläufigen Infektionszahlen wurde dieser am 11. Mai 2023 wieder aufgehoben.

### Ab 2023: Ausbruch einer neuen Variante im Kongo

Karte der von der afrikanischen Mpox-Epidemie (Klade 1b) betroffenen Länder am 15. August 2024

In der Demokratischen Republik Kongo kam es nach Angaben der WHO im Jahr 2023 zum bisher schwersten dokumentierten Ausbruch von Mpox in der Variante Klade Ib. Mehr als 13.000 Verdachtsfälle und über 600 bestätigte Todesfälle wurden dokumentiert. Der erste dokumentierte Patient mit der neuen Variante war ein 33-jähriger Mann im September 2023 in Kamituga in der Provinz Sud-Kivu im Osten der Republik Kongo. Zur Bekämpfung der Infektionskrankheit empfahl die WHO sowohl Testkapazitäten aufzustocken als auch zügig Impfstoffe ins Land zu bringen, um zu verhindern, dass sich Pandemieherde bilden. Burundi, Kenia, Ruanda und Uganda hatten im Juli 2024 ihre ersten Mpox-Infektionen der neuen Klade gemeldet.
Diese 2023 aufgetretene Variante des Virus ist tödlicher und geht mit schwereren Symptomen einher als die Variante, die für den Ausbruch im Vorjahr verantwortlich war. Frauen und Männer sind etwa gleich häufig betroffen, symptomatische Unterschiede seien zwischen den Geschlechtern nicht festgestellt worden. Zu etwa zwei Drittel sind Kinder und Jugendliche unter 15 Jahren betroffen, allerdings stellen diese knapp die Hälfte der Einwohner in der Demokratischen Republik Kongo. Die neue Variante kann auch sexuell übertragen werden. Die Ausbreitung wird somit sowohl durch Prostitution, als auch durch rege Grenzübertritte zwischen dem Kongo und den angrenzenden Ländern gefördert. Ein weiterer Ausbreitungsschwerpunkt sind die schlechten Zustände in überfüllten Flüchtlingslagern des Ostkongo (Nord-Kivu). Die Klade Ib wurde hauptsächlich in ländlichen Teilen des Kongos mit schlechtem Zugang zur Gesundheitsversorgung gemeldet. Insbesondere in dicht besiedelten Gebieten hatte sich das Virus ausgebreitet.
Placide Mbala-Kingebeni, Virologe und Direktor des Nationalen Instituts für biomedizinische Forschung im Kongo berichtete, dass die neue Variante Berichten zufolge Läsionen vorwiegend an den Genitalien verursache, was die Diagnose der Krankheit im Vergleich zu früheren Stämmen in Afrika, die Läsionen an Brust, Füßen und Händen verursachten, schwieriger mache. Er merkte auch an, dass die neue Variante aufgrund ihrer Erscheinungsformen zu einer höheren Wahrscheinlichkeit einer stillen Übertragung führen könnte. Dimie Ogoina, Experte für Infektionskrankheiten an der Niger Delta University sagte, dass die bemerkenswerte Verbreitung unter Sexarbeiterinnen an die frühen Stadien von HIV erinnere. Er verwies auf das Problem der Vorurteile bei der Behandlung sexuell übertragbarer Infektionen.
Im August 2024 riefen die Africa CDC wegen der Ausbreitung von Mpox (Klade Ib) in der Demokratischen Republik Kongo und dem Bedarf Afrikas an Impfstoffdosen eine „kontinentale gesundheitliche Notlage“ aus; die Weltgesundheitsorganisation aktivierte kurz darauf, am 14. August, ihre höchste Alarmstufe und rief eine „Gesundheitliche Notlage internationaler Tragweite“ (PHEIC) aus. Die PHEIC-Einschätzung der WHO erfolgt, wenn die Möglichkeit besteht, dass sich eine Krankheit – in diesem Fall das Mpox-Virus – über die Landesgrenzen hinweg ausbreiten könnte und möglicherweise ein sofortiges international koordiniertes Handeln erforderlich wird. Die Länder haben dann die Möglichkeit, verstärkt in Schutz- und Behandlungsmaßnahmen zu intensivieren. Das ist beispielsweise durch den Aufbau einer Impfkampagne möglich.
Am 15. August 2024 wurde in Stockholm der erste Klade-I-Mpox-Fall außerhalb Afrikas registriert: die Person hatte sich in einer afrikanischen Region angesteckt, in der es einen großen Krankheitsausbruch gegeben hatte.
Das UN-Kinderhilfswerk Unicef startete Anfang September 2024 in mehreren Ländern eine Notfallausschreibung für entsprechende Impfstoffe. „Die Notfallausschreibung soll den sofortigen Zugang zu […] Impfungen sicherstellen sowie die Produktion ausweiten“, erklärte die Unicef gemeinsam mit der WHO, der Impfstoffallianz Gavi und den Afrika-Zentren für Krankheitsbekämpfung und -prävention (Africa CDC).
Am 22. Oktober 2024 meldete das Robert Koch-Institut den ersten Infektionsfall in Deutschland mit der Virusvariante Klade Ib. Anfang Januar 2025 bestätigte die Weltgesundheitsorganisation (WHO) insgesamt sechs Fälle der Mpox Klade Ib in Deutschland, wobei drei der Fälle Reisende aus Risikogebieten in Afrika sowie Kontaktpersonen von Reisenden betrafen. (Stand: 11. Januar 2025)
Seit Anfang 2025 spitzt sich die Lage in weiteren afrikanischen Ländern immer weiter zu: So hat das Gesundheitsministerium in Sierra Leone am 13. Januar 2025 den Notstand ausgerufen. Auch während anderer Mpox-Wellen hatte das westafrikanische Land bereits mit hohen Krankheitszahlen zu kämpfen.
Am 13. Februar 2025 hat das Robert Koch-Institut aufgrund der steigenden Infektionszahlen mit der Mpox-Klade I in Afrika seinenMpox-Ratgeber aktualisiert. Da im Moment noch unklar ist, ob sich Klade-I-Infektionen in Europa anders verhalten als Klade II, empfiehlt das RKI bei Verdacht der Infektion mit Klade I die Isolierung der Betroffenen bis zum Abheilen aller Symptome. Bei Kontaktpersonen mit geringem Infektionsrisiko soll eine Beobachtung angeordnet werden. Darüber hinaus fasst der Ratgeber alle relevanten Informationen zum Erreger, Vorkommen, möglichen Infektionswegen, Inkubationszeit, Symptomatik, Dauer der Ansteckungsfähigkeit, Diagnostik, Therapie, Infektionsschutz- und Hygienemaßnahmen sowie zu weiteren Themen zusammen, die die Eindämmung der Viruserkrankung und Behandlung Betroffener gewährleisten sollen. Dazu gehören auch Orientierungshilfen zur Verdachtsabklärung bei entsprechenden Symptomen.